# سیارک ۱۵۰۰۴
سیارک ۱۵۰۰۴ (به انگلیسی: 15004 Vallerani، نامگذاری:1997XL10) پانزده هزار و چهارمین سیارک کشف شده‌است که در ۷ دسامبر ۱۹۹۷ کشف شد.
قدر مطلق سیارک برابر ۳۸.۹ است.